# Курьер (коммуна)
Курье́р (фр. Courrières) — коммуна во Франции, регион О-де-Франс, департамент Па-де-Кале, округ Ланс, кантон Карвен. Город расположен в 10 км к северо-востоку от Ланса и в 22 км к югу от Лилля, в 4 км от места пересечения автомагистралей А1 «Нор» и А21 «Рокада Миньер». На территории коммуны Курьер канал Ланс впадает в канал Дёль.
Население (2014) — 10 544 человека.

## Достопримечательности
- Церковь Святого Пьята XVI века
- Спортивный центр Centre Sportif

## Экономика
Бывший крупный центр добычи угля (см.: Катастрофа в Куррьере), в настоящее время в городе открыто несколько предприятий пищевой промышленности, переработки сельскохозяйственной продукции, производства потребительских товаров.
Структура занятости населения:
- сельское хозяйство — 0,1 %
- промышленность — 13,9 %
- строительство — 14,1 %
- торговля, транспорт и сфера услуг — 40,6 %
- государственные и муниципальные службы — 31,1 %

Уровень безработицы (2017) — 16,6 % (Франция в целом — 13,4 %, департамент Па-де-Кале — 17,2 %). 

Среднегодовой доход на 1 человека, евро (2017) — 18 980 (Франция в целом — 21 110, департамент Па-де-Кале — 18 610).

## Демография
Динамика численности населения, чел.

## Администрация
Пост мэра Курьера с 2003 года занимает социалист Кристоф Пильш (Christophe Pilch). На муниципальных выборах 2020 года возглавляемый им левый список победил в 1-м туре, получив 75,94 % голосов.
| Период | Период | Фамилия       | Партия                                                             | Примечания                                                                       |
| ------ | ------ | ------------- | ------------------------------------------------------------------ | -------------------------------------------------------------------------------- |
| 1945   | 1981   | Камиль Делабр | Французская секция Рабочего интернационала Социалистическая партия | учитель, член Генерального совета департамента, депутат Национального собрания   |
| 1981   | 2003   | Альбер Факон  | Социалистическая партия                                            | профессор, член Генерального совета департамента, депутат Национального собрания |
| 2003   |        | Кристоф Пильш | Социалистическая партия                                            | член Совета региона Нор-Па-де-Кале                                               |

## Уроженцы
- Жюль Бретон (1827—1906), художник, жанрист и пейзажист, представитель реализма.
- Виржини Демон-Бретон (1859—1935),  художница
- Бретон, Эмиль (1831—1902), художник, пейзажист.
- Катрин Плевински (1968), пловчиха, двукратный призёр Олимпийских игр